# Weichenheizung

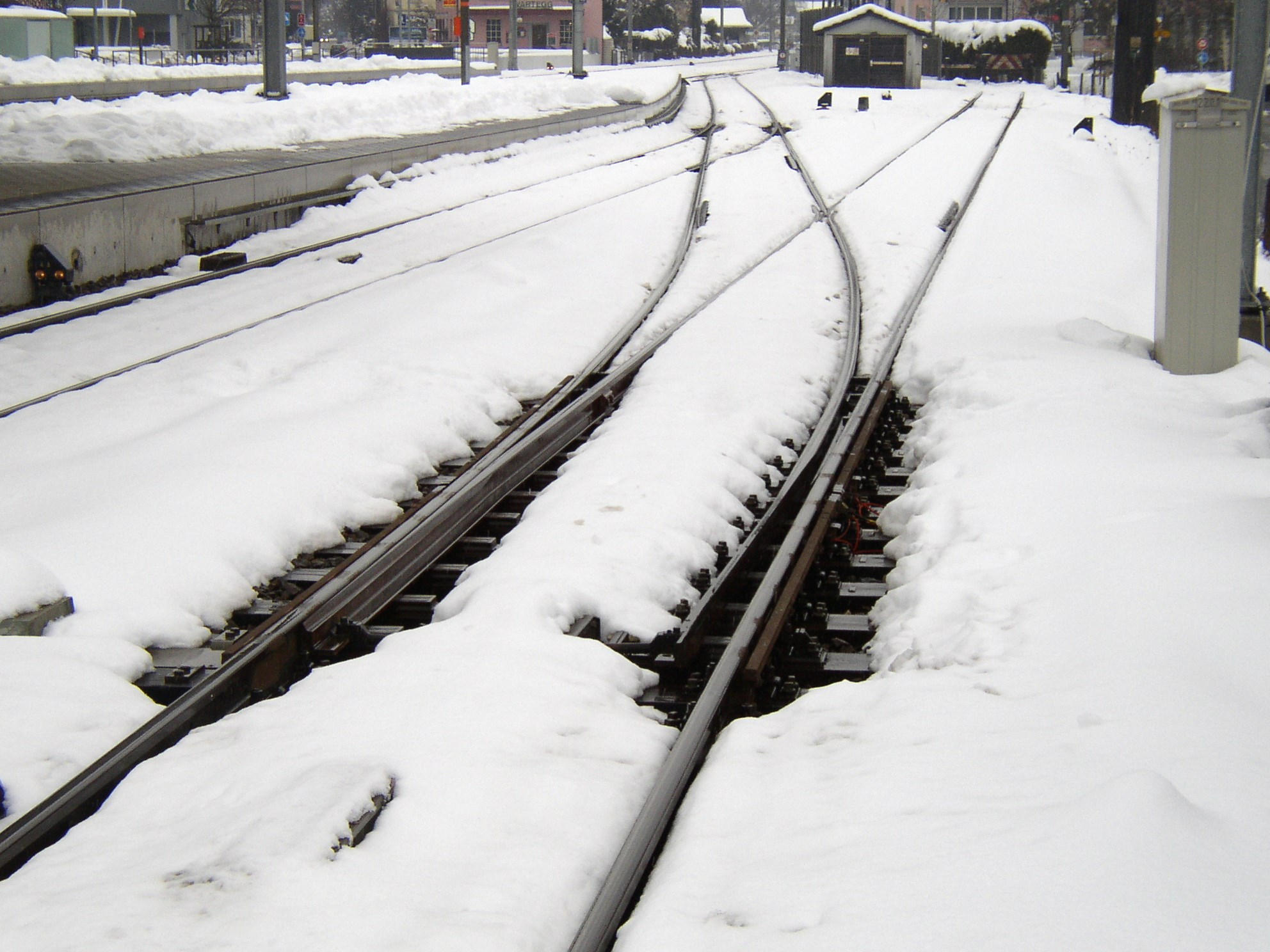
Gasbetriebene Weichenheizung an einer Zungenvorrichtung

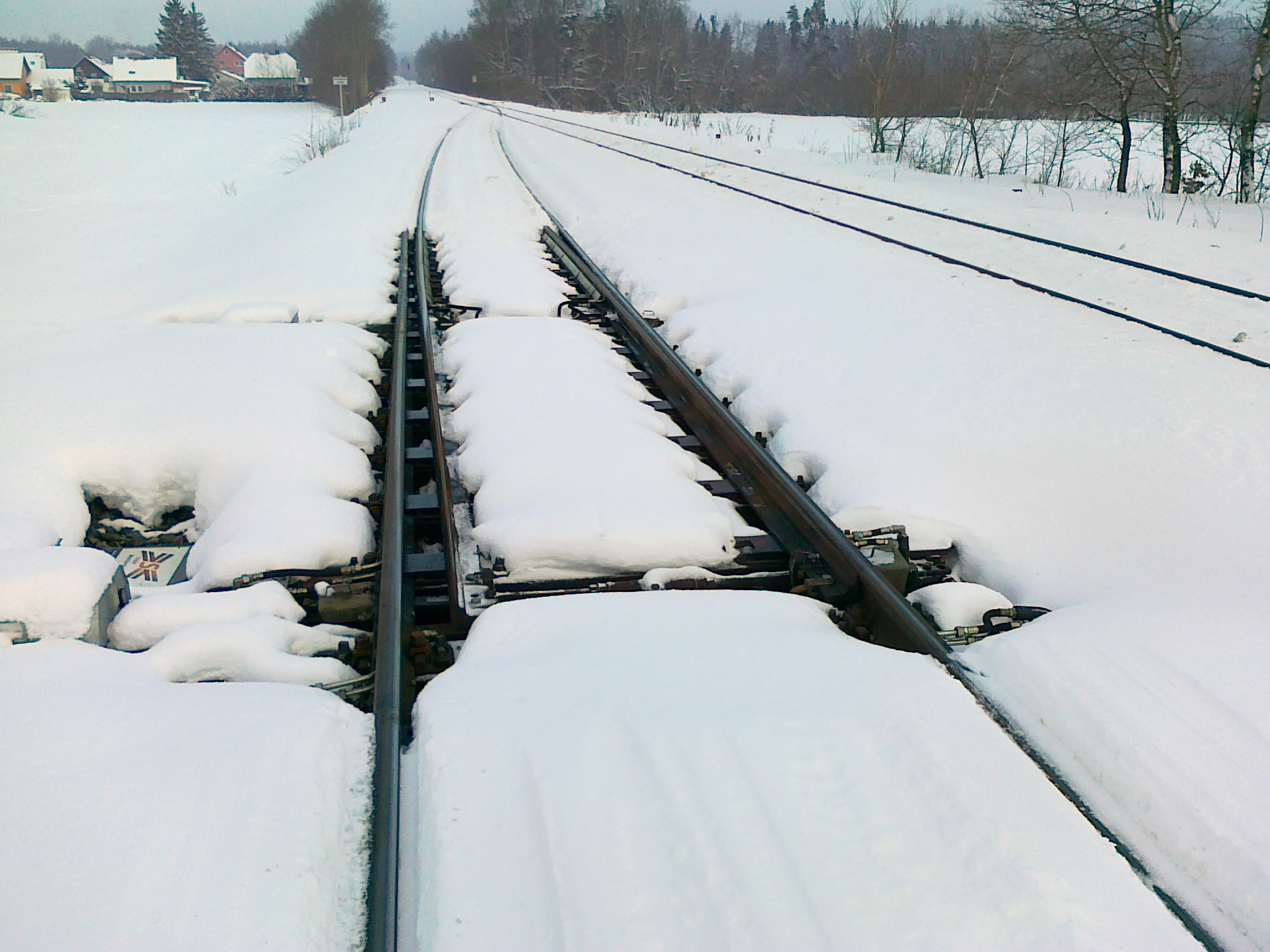
Geothermisch betriebene Weichenheizung

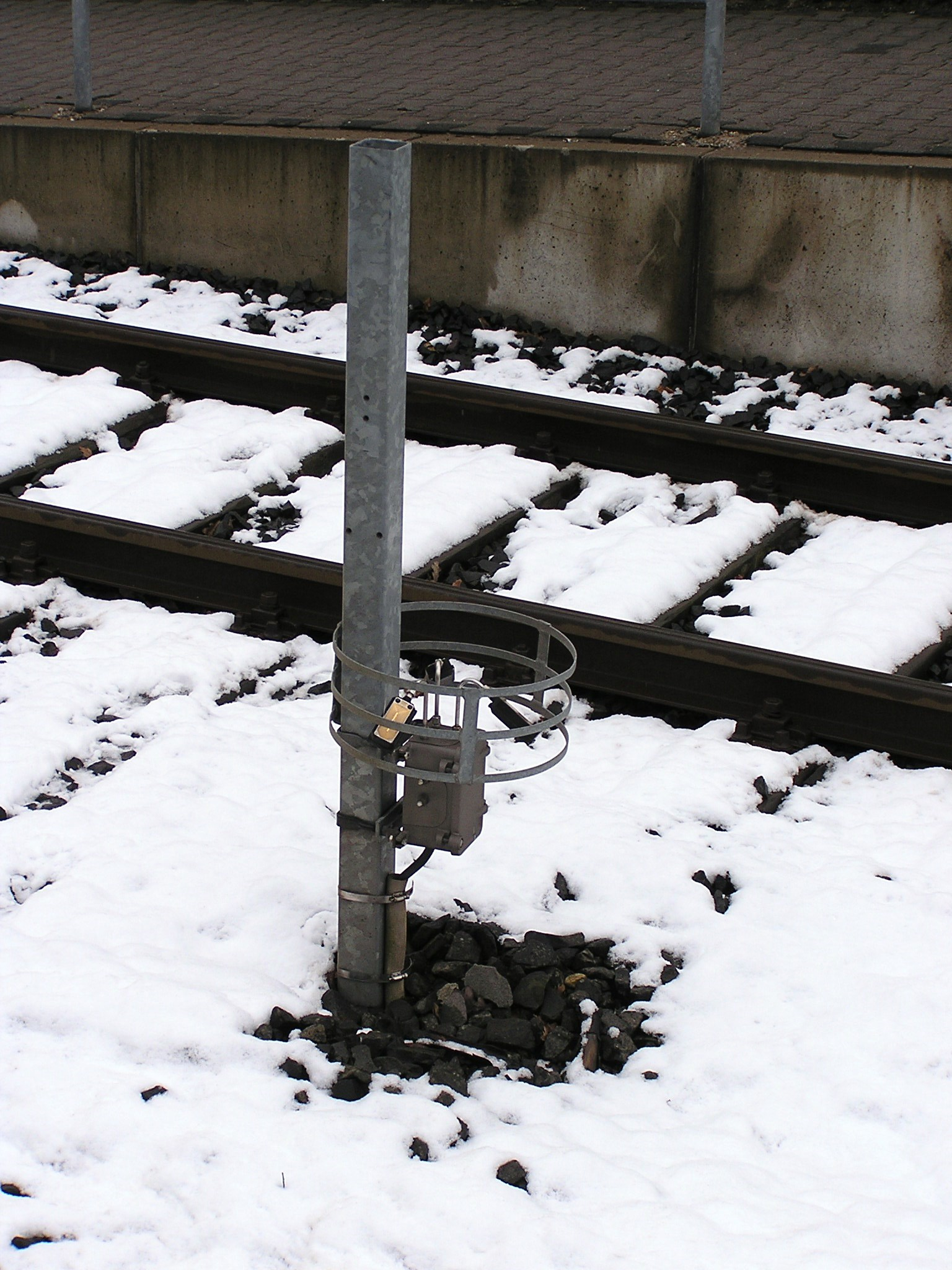
Messfühler einer elektrischen Heizung

Eine Weichenheizung ist eine Vorrichtung, die bei kalter Witterung die Funktion von Eisenbahnweichen sicherstellen soll. Dabei soll insbesondere ein Festfrieren der Weichen verhindert werden. Sie sollen bewegliche Teile von Weichen schnee- und eisfrei halten, um die Weichen weiterhin umstellbar zu halten.
Ende des Jahres 2014 waren im Netz der Deutschen Bahn etwa 49 000 von rund 70 000 Weichen mit einer Weichenheizung ausgerüstet. Nach Unternehmensangaben kostet ihr Betrieb 44 Millionen Euro je Winter.

## Funktionsweise
Beheizt werden grundsätzlich Backenschienen und Verschlussfach (Umstellgestänge und Verschlussteile), soweit vorhanden auch bewegliche Herzstücke und in zunehmendem Maß auch Zungen. Auf Schnellfahrstrecken im Netz der Deutschen Bahn sind bis zu 300 Meter tief in Tunneln liegende Weichen zu beheizen. Weichenheizungen müssen dabei zum einen ausreichend Heizleistung erbringen, um auch bei Schnee und Eis ein Umstellen der Weiche zu ermöglichen. Auf der anderen Seite dürfen die auf den Gleitstühlen eingesetzten Schmierstoffe nicht beeinflusst (insbesondere verdampft) werden.
Nicht beheizt werden nach Unternehmensangaben Weichen in Bereichen mit geringer Betriebsleistung oder in bestimmten Rangierbereichen, da dies logistisch nicht funktioniere und auch zu teuer sei.
Bei Weichen im Straßenraum, insbesondere in Straßenbahnnetzen, muss darüber hinaus auch durch Kfz-Verkehr eingepresster Schnee abgeschmolzen werden, um eine einwandfreie Funktion der Weiche zu gewährleisten. Hier ist die richtige Dimensionierung der Heizung schwierig, da einerseits bei hohem Verkehrsaufkommen eine möglichst große Heizleistung nötig ist, um die Zungen (Zungenheizung) frei beweglich zu halten, andererseits aber eine zu starke Erhitzung die Wirkung der eingesetzten Schmierstoffe beeinträchtigen kann.
Heizeinrichtungen mehrerer benachbarter Weichen werden zu einer Weichenheizanlage zusammengefasst.

## Energieträger
Weichenheizungen werden zumeist elektrisch betrieben. Darüber hinaus ist ein Betrieb mit Erdgas, Propangas, Geothermie, Kohle oder Fernwärme möglich.
Die Wärme wird über Wärmestrahlung, teils auch durch Wärmeleitung, mittels Heizstäben übertragen. Bis zu 14 derartiger Stäbe, die bis zu 5 m lang sind und eine Temperatur von 65 bis 75 °C abgeben, werden je Weiche verwendet. Die Stromversorgung kann sowohl über das (öffentliche oder bahneigene) 50-Hz-Netz als auch aus dem Fahrleitungsnetz (15 kV, 16,7 Hz) über einen Transformator erfolgen. Früher wurden bei der Deutschen Bahn schaltbare Masttransformatoren verwendet, mittlerweile werden die Transformatoren in eine Betonstation am Boden eingefasst und über einen Mastschalter an die Fahrleitung angeschlossen. Die Heizleistung elektrischer Weichenheizanlagen (EWHA) reicht von etwa fünf Kilowatt (für kleine Gleisradien) bis etwa 50 Kilowatt (Schnellfahrweichen).
Bei der Erdgasheizung wird das Gas der öffentlichen Energieversorger verwendet. Die Propangasheizung wird entweder aus transportablen 300-kg-Tanks oder stationären Großtanks bis zu 43 t betrieben. Gasheizungen sind in der Regel als Infrarotheizung konstruiert. Erdwärmeheizungen benötigen in der Regel den Anschluss an das öffentliche Stromnetz und beheizen die Weiche durch Warmwasser mittels Wärmetauscher.
Welcher Energieträger angewandt wird, hängt zum einen von der Möglichkeit der Verwendung öffentlicher Energieträger, zum anderen von den zu erwartenden Witterungseinflüssen ab. Im Bereich der Deutschen Bahn wird in Bereichen extremer Witterung bevorzugt die Gasheizung eingebaut, da diese eine bis zu dreifach höhere Leistung gegenüber der elektrischen Weichenheizung aufweist.
Am 24. Januar 2007 wurde im Bahnhof Holzminden die erste geothermische Weichenheizung als Pilotanlage im Netz der Deutschen Bahn in Betrieb genommen.
Die Beheizung einer normalen Weiche über drei Monate koste nach Unternehmensangaben so viel wie die Beheizung eines Eigenheims über ein Jahr.

## Regelungstechnik
Die Weichenheizung wird bei älteren Bauformen vom Stellwerk eingeschaltet, neuere Bauformen arbeiten vollautomatisch. Bei einer witterungsabhängigen Steuerung werden unter anderem Feuchtigkeit, Niederschlag, Außentemperatur, Schneefall und Eisbildung an einer Fühlerstation (in der Regel an einem dicht befahrenen Hauptgleis) erfasst. Darüber hinaus wird an der klimatisch ungünstigsten Weiche (Referenzweiche) die Schienentemperatur ermittelt. In der Regel werden bei Temperaturen unter 0 °C die Verschlussfächer beheizt, die Backenschienen und Zungen nur bei gleichzeitigem Niederschlag. Zusätzlich erhalten die Verschlussfächer Abdeckungen, die den Eintrag von Schnee reduzieren. Bei mit höheren Geschwindigkeiten befahrenen Weichen werden außerdem die Zungen durch den Fahrtwind wirksam freigehalten.

## Geschichte
Die Freihaltung von Gleisanlagen von blockierenden Schnee- und Eismassen galt als wichtige Voraussetzung für ein betriebsbereites und störungsumempfindliches Eisenbahnnetz, auch im Vergleich zu konkurrierenden, witterungsabhängigen Verkehrsträgern.
Wurden in den Anfängen der Eisenbahn Weichen im Winter durch ortskundiges Personal freigehalten, führten der dem entgegenstehende zunehmende Zugbetrieb, Unfallgefahren für Personale im Gleis, der Mangel an ausreichendem Personal sowie wirtschaftliche Erwägungen zur Entwicklung von Weichenheizungen. Einer manuellen Reinigung der Weichen stand auch die steigende Zugdichte im Weg. Zunächst wurden Dampf- und Ofenheizungen entwickelt. Dampfheizungen nutzten dabei die in einigen Bahnhöfen vorhandenen Zugvorheizanlagen, teilweise auch Heizlokomotiven und Gebäudeheizungen. Unter oder neben den Weichen eingebaute Öfen muss in regelmäßigen Abständen auf ihre Betriebsfähigkeit geprüft und Brennstoff nachgelegt werden. Aufgrund der in Deutschland typischen Konsistenz des Schnees kommt zur Schnee- und Eisfreihaltung nur die Verwendung von Wärmeenergie in Betracht, während bei anderen Bahnen in großer, trockener Kälte auch ein Ausblasen von Weichen mittels stationärer pneumatischer Anlagen zur Anwendung kam.
Anfang der 1950er Jahre erfolgten im Voralpengebiet erste Versuche mit elektrisch beheizten Weichen. Ende der 1970er Jahre wurden betriebswichtige Weichen vorzugsweise elektrisch beheizt, im übrigen Netz dominierten Gas- und Umlaufweichenheizungen.

## Alternative

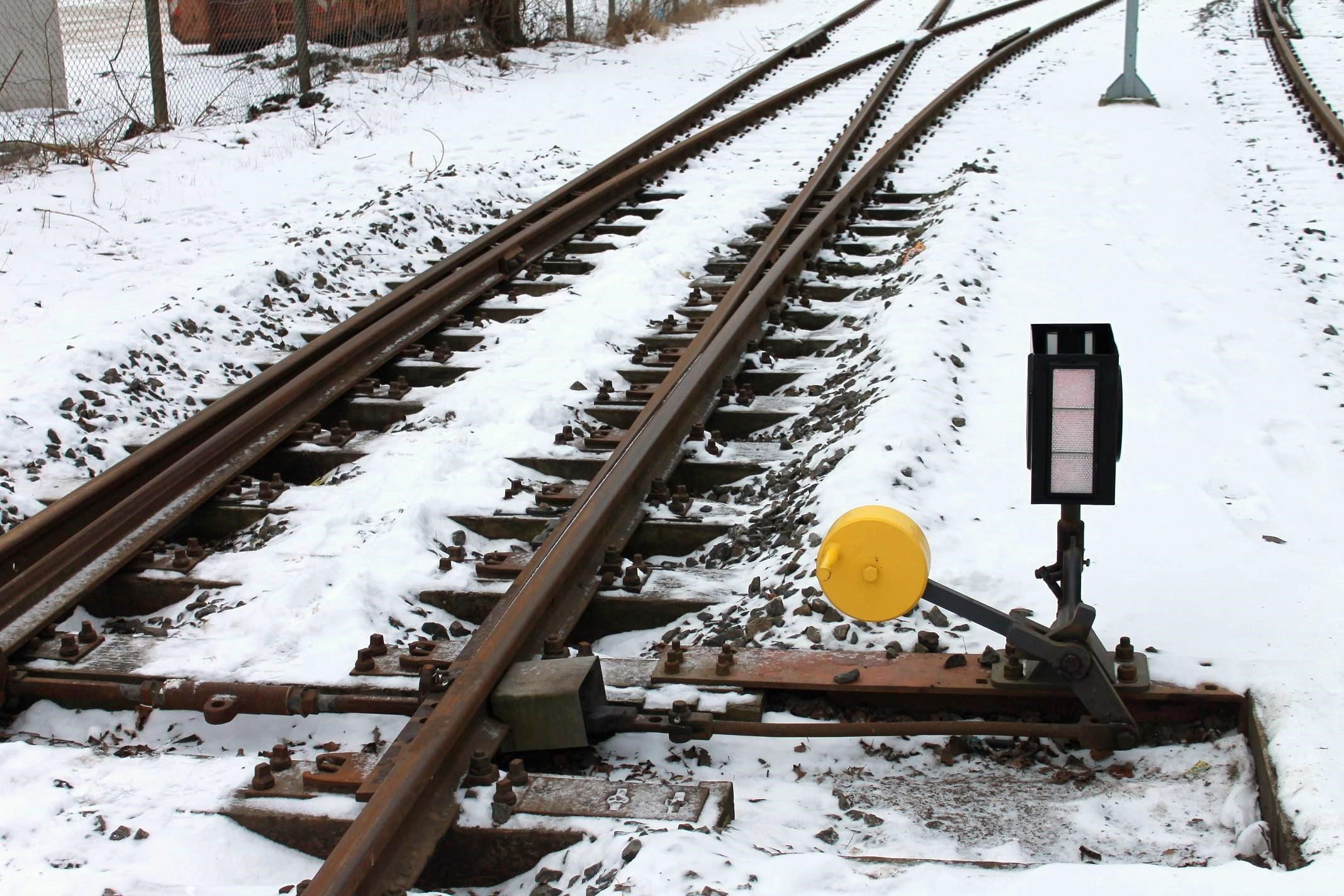
Weiche mit ausgekofferten Schneelöchern unter der Zungenvorrichtung

Für wenig befahrene Weichen kann der Einbau einer Weichenheizung unwirtschaftlich sein. Diese Weichen können durch das teilweise Entfernen des Schotters unempfindlicher gegenüber Schnee und Frost gemacht werden. In den Schwellenfächern unter den Zungen wird der Schotter teilweise entfernt. Die Zungen können somit nicht mehr so schnell vom Schnee an der Stellbewegung behindert bzw. blockiert werden. Die Schneelöcher ermöglichen außerdem, den Schnee im Zungenbereich einfacher zu entfernen.